# Charaxes bugense
Charaxes bugense är en fjärilsart som beskrevs av Stoneham 1932. Charaxes bugense ingår i släktet Charaxes och familjen praktfjärilar. Inga underarter finns listade i Catalogue of Life.